# Arciprestazgo de Calatayud
El Arciprestazgo de Calatayud es uno de los cinco arciprestazgos que componen la diócesis de Tarazona, junto a los de Tarazona, Alto Jalón, Huecha y Bajo Jalón. En la actualidad el arcipreste es D. Javier Vicente Sanz Lozano

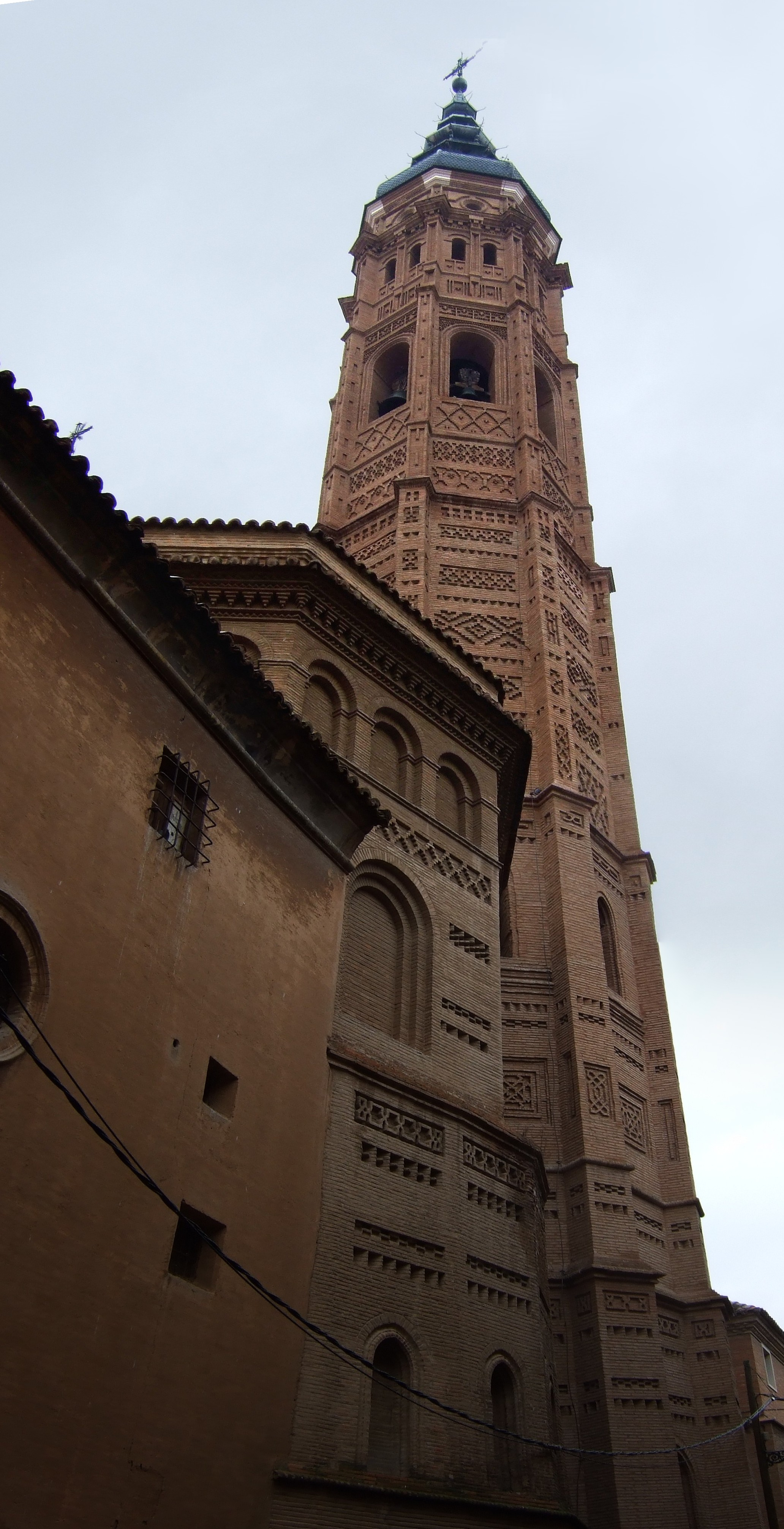
Calatayud - Colegiata Santa María - Torre

Incluye las parroquias de:
| Población               | Parroquia o lugar de culto                                                                   |
| ----------------------- | -------------------------------------------------------------------------------------------- |
| La Vilueña              | Iglesia de Santa María                                                                       |
| Villarroya de la Sierra | Iglesia de San Pedro Apóstol                                                                 |
| Villalba de Perejil     | Iglesia de San Cristóbal                                                                     |
| Velilla de Jiloca       | Iglesia de San Juan Bautista y San Paulino                                                   |
| Valtorres               | Iglesia de Santa María                                                                       |
| Torres                  | Iglesia de San Martín de Tours                                                               |
| Torrelapaja             | Iglesia de San Millán                                                                        |
| Torralba de Ribota      | Iglesia de San Félix Mártir                                                                  |
| Terrer                  | Iglesia de la Asunción.                                                                      |
| Sediles                 | Iglesia de la exaltación de la Santa Cruz                                                    |
| Ruesca                  | Iglesia de Santo Domingo de Silos                                                            |
| Paracuellos de Jiloca   | Iglesia de San Miguel Arcángel                                                               |
| Orera                   | Iglesia de Santiago el Mayor                                                                 |
| Olvés                   | Iglesia de Santa María la Mayor                                                              |
| Munébrega               | Iglesia de Nuestra Señora de la Asunción                                                     |
| Morata de Jiloca        | Iglesia de San Martín de Tours                                                               |
| Montón                  | Iglesia de la Inmaculada Concepción                                                          |
| Miedes                  | Iglesia de San Pedro                                                                         |
| Mara                    | Iglesia de San Andrés Apóstol                                                                |
| Maluenda                | Iglesia parroquial de Santa María                                                            |
| Malanquilla             | Iglesia de la Asunción de Nuestra Señora                                                     |
| Huérmeda                | Iglesia de San Gil Abad                                                                      |
| Fuentes de Jiloca       | Iglesia de la Asunción de Nuestra Señora                                                     |
| Clarés de Ribota        | Iglesia de Nuestra Señora del Castillo                                                       |
| Cervera de la Cañada    | Nuestra Señora de la Asunción (Santa Tecla)                                                  |
| Castejón de Alarba      | Iglesia de San Bartolomé Apóstol                                                             |
| Calatayud               | Real Colegiata del Santo Sepulcro                                                            |
| Calatayud               | Iglesia de San Andrés Apóstol                                                                |
| Calatayud               | Colegiata de Santa María la Mayor                                                            |
| Calatayud               | Iglesia de San Juan Bautista                                                                 |
| Calatayud               | Iglesia de Nuestra Señora de la Peña                                                         |
| Calatayud               | Iglesia de San Antonio de Padua                                                              |
| Belmonte de Gracián     | Iglesia parroquial de San Miguel                                                             |
| Atea                    | Iglesia de Nuestra Señora de la Asunción                                                     |
| Aniñón                  | Iglesia parroquial de Nuestra Señora del Castillo                                            |
| Alarba                  | Iglesia de San Andrés Apóstol                                                                |
| Acered                  | Iglesia de Nuestra Señora de la Asunción                                                     |
| Maluenda                | Carmelitas descalzas (Monasterio de San José)                                                |
| Paracuellos de Jiloca   | Franciscanas Misioneras de María                                                             |
| Calatayud               | Congregación de Marta y María (Casa de la Iglesia y residencia sacerdotal)                   |
| Calatayud               | Hermanitas de los Ancianos Desamparados (Residencia de Ancianos de nuestra Señora de la Peña |
| Calatayud               | Hermanas de la Caridad de Santa Ana (Colegio de Calatayud)                                   |
| Calatayud               | Capuchinas (Monasterio de la Inmaculada Concepción)                                          |